# Historien om Barbara
Historien om Barbara er en dansk film fra 1967, instrueret af Palle Kjærulff-Schmidt efter manuskript af Klaus Rifbjerg.

## Medvirkende
- Yvonne Ingdal
- Peter Steen
- Jørgen Buckhøj
- Lars Lunøe
- Lotte Olsen
- Ejner Federspiel
- Hans Henrik Krause
- Bendt Rothe
- Paul Hagen
- Ove Sprogøe
- Gunnar Lauring
- Jessie Rindom
- Kjeld Jacobsen
- Ingolf David
- Bodil Steen
- Poul Bundgaard
- Ulrich Ravnbøl

## Eksterne links
- Historien om Barbara på Internet Movie Database (engelsk)
- Historien om Barbara på Filmdatabasen
- Historien om Barbara på danskefilm.dk
- Historien om Barbara på danskfilmogtv.dk
- Historien om Barbara i Svensk Filmdatabas (svensk)
- Historien om Barbara på AllMovie (engelsk)
- Historien om Barbara på The Movie Database (engelsk)
- Historien om Barbara på Filmaffinity (engelsk)